# Георги Малковски
Георги Малковски (на македонска литературна норма: Ѓорѓи Малковски) е историк, научен сътрудник и редовен професор в Института за национална история в Скопие, Северна Македония.

## Биография
Роден е в Титов Велес на 24 юни 1957 година. Завършва история в Скопския университет през 1989 година с магистърска теза „Дейността на българската профашистка организация Бранник в Македония 1941-1944 година“. В 1994 година защитава докторат на тема „Профашистките и колаборационистките организации и групи в Македония 1941-1944 година“. Работи в катедрата  „Национално освободителна война и най-нова история“ на Института за национална история от 1981 година е автор на редица монографии. Председател е на Организацията на офицерите от резерва на Република Македония от 2016 година.